# Kore di Lione
La kore di Lione è una statua attica arcaica in marmo pentelico (h. 63 x l. 36; d. 24 cm) proveniente dall'acropoli di Atene e datata tra il 550 e il 540 a.C.
La scultura è frammentaria: il busto è conservato al Museo di belle arti di Lione (n. inv. H 1993) mentre la parte inferiore e i frammenti del braccio sinistro si trovano al Museo dell'acropoli di Atene (Acr. 269, h. 65 cm). Dopo una serie di avvicinamenti la pertinenza dei frammenti è stata definitivamente riconosciuta nel 1935 da Humfry Payne.
Fa parte delle numerose statue femminili votive a dimensione naturale, ritrovate nella colmata persiana sull'acropoli di Atene e datate tra il 570 a.C. circa e la fine del VI secolo a.C., rappresenta il primo esempio dell'influsso ionico che si verificò nella scultura attica della seconda metà del secolo e il primo impiego in attica del costume ionico. Di una generazione successiva a quella cui appartiene la Kore Acr. 593, la più antica tra le korai attiche rinvenute sull'acropoli, la kore di Lione si pone all'inizio della nuova fase che caratterizza la scultura attica nel terzo quarto del VI secolo a.C.
Per la kore di Lione è stata ipotizzata una funzione architettonica come cariatide.

## Storia
Prima della riunione dei frammenti dell'acropoli con il torso del museo di Lione quest'ultimo era chiamato Afrodite di Marsiglia. La scultura venne pubblicata per la prima volta nel 1719 come appartenente alla collezione privata di Laurent Gravier di Marsiglia; una serie di pubblicazioni affiancate da dati non verificati attestò questa città come luogo di rinvenimento, informazione ritenuta plausibile trattandosi dell'antica Massalia colonia della città ionica di Focea, fondata nel 600 a.C. Attraverso passaggi non documentati la kore giunse, come scrive il Lechat, sembra insieme alla collezione Tempier di Nîmes, ad un antiquario di Lione di nome Mercier che la vendette nel dicembre del 1810 al comune della città per il nascente museo locale. La kore è presente nel catalogo del museo a partire dal 1816. Il polos e la colomba erano considerati attributi sufficienti a caratterizzare la statua come rappresentazione di Afrodite e la presenza dell'himation diagonale aveva portato a concludere che la statua fosse di origine ionica.
La riunione con i frammenti dell'acropoli ha restituito alla kore di Lione l'appartenenza ateniese mentre ancora se ne ignora la provenienza per il periodo anteriore al XVIII secolo.

## Descrizione e stile
La statua risulta dotata di quella struttura compatta e robusta che è tipica di questi anni in Attica e che risale alla dea di Berlino (Pergamonmuseum SK 1800, primo quarto del VI secolo a.C.). Le caratteristiche ioniche sono evidenti a partire dall'abito: un chitone a manica lunga e un himation indossato diagonalmente. Nella scultura attica e sulla ceramica coeva le donne portano il peplo dorico senza maniche sopra al leggero chitone e l'himation, non sempre presente, viene indossato semplicemente su entrambe le spalle. L'unica figura attica arcaica che porta il chitone senza il peplo al di sopra è la dea di Berlino che però indossa l'himation in modo tradizionalmente simmetrico. In Ionia l'himation diagonale è invece ben attestato già nel secondo quarto del VI secolo a.C., ad esempio nelle statue dedicate da Cheramyes; non solo l'origine di questo abbigliamento è ionica, ma anche il trattamento del panneggio che si riscontra a partire dalle figure delle columnae caelatae di Efeso (datate solitamente al 560 a.C.). Un altro elemento stilistico della kore di Lione è l'himation inarcato al di sopra dei glutei che non verrà imitato dagli scultori attici, ma che si trova invece frequentemente nella coeva pittura vascolare e nelle sculture marmoree dell'oriente greco.
La questione relativa alla funzione architettonica della kore di Lione fu sollevata da Brunilde Ridgway nel 1986; la parte superiore del polos presenta caratteristiche di lavorazione tipiche delle cariatidi che Payne non poté osservare direttamente, ma solo attraverso il calco inviatogli ad Atene. Un secondo elemento che conduce a tale conclusione è la posizione inversa dell'himation diagonale, tipica delle opere non isolate, ma prodotte in coppia e speculari. Inoltre l'originario influsso ionico riconosciuto nello stile dell'opera ben si accorda con l'origine vicino-orientale della tipologia architettonica della cariatide. Ad opporsi invece ad una simile interpretazione della kore si presentano in primo luogo le sue dimensioni, adatte eventualmente ad un piccolo naiskos o ad una entrata secondaria, e anche in questo caso occorrerebbe immaginare la scultura rialzata su di una base.